# Ognjen Vranješ
Ognjen Vranješ (Banja Luka, 24 de outubro de 1989) é um futebolista bósnio que atua como zagueiro. Atualmente, joga pelo Charleroi.
Foi convocado a Copa do Mundo FIFA de 2014.